# Houston Police Department

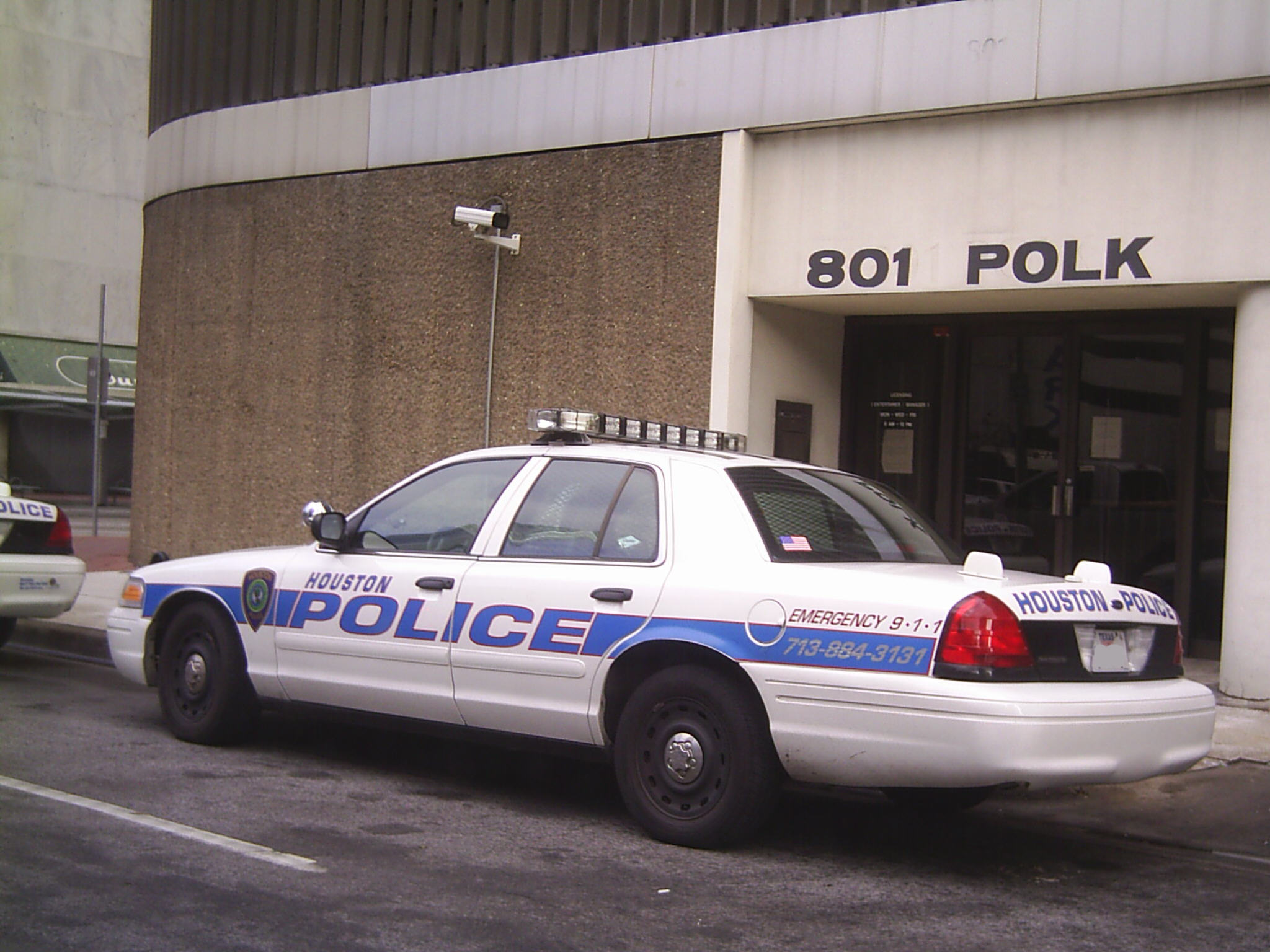
Une voiture de la police de Houston en 2007.

Le Houston Police Department assure la sécurité des habitants de la ville texane de Houston. Il a été fondé en 1841.

## Armement et moyens techniques dans les années 2010
Chacun des 5400 policiers houstoniens assermentés porte un pistolet automatique en calibre .40 S&W.
Le HPD autorise ses membres choisir entre le S&W M&P40, les Glock 22, 22C, 23 ou 23C, le  Springfield Armory XD-40, les Sig Sauer P226 ou P229.
En plus de ses voitures de patrouilles et banalisés, le HPD entretient un parc de 16 hélicoptères.